# Modzi
Modzi (kitajsko 墨子; latinizirano: Micius; pinjin: Mòzǐ; poznan tudi kot Mo di, Mo Ti, Mo ce), kitajski filozof, vojaški inženir in pedagog, * ok. 479 pr. n. št. † ok. 381 pr. n. št.
Mo Di je pomemben kot utemeljitelj mohizma, tretje najpomembnejše samostojne šole v kitajski filozofiji. Deloval je pol stoletja za Konfucijem, ukvarjal pa se je z isto kulturno-filozofsko problematiko krize in razpada tisočletnega cesarstva Džov. Njegovi nazori zaradi posebnih družbenozgodovinskih razlogov formulirani v nasprotju s konservativno-aristokratskimi pojmovanji njegovega velikega predhodnika Konfucija. Zagovarjal je pacifizem in menil, da brezpogojna poslušnost avtoriteti vodi v vojno.
Njegovi nauki so zbrani v delu Mo Dzi, ki so ga uredili učenci okoli 400 pr. n. št. Njegov priimek je bil Mo, Dzi pa predstavlja ime. Mo Dzi je za razliko od Konfucija, vrline utemeljeval na koristnosti ter posledično na dobrobiti in blagostanju države. Zato je nasprotoval konfucijanskemu poudarjanju obredja in gojenju glasbe. V nasprotju s Konfucijem je zagovarjal vero v duhove in demone. Mo Dzi je vzpostavil tudi koncept univerzalne ljubezni, nasprotoval pa je tudi vojaškim spopadom. Poleg filozofije se je ukvarjal tudi s pedagogiko in vojnim inženirstvom. Najbolj je znan po tem, da je bil prvi glavni intelektualni tekmec Konfuciju in njegovim sledilcem. Modzijevo poučevanje je povzeto v desetih tezah, ki so v veliki meri zagovarjane v besedilih, katera naj bi prenašala njegovo ime. Najbolj znana izmed teh tez je odredba, da bi moral biti nekdo zaskrbljen za dobrobit ljudi v duhu od “nepristranske skrbi”, ki ne dela razlik med sabo in drugimi, znanci in neznanci. To je doktrina, ki je pogosto poenostavljeno opisana tudi kot “univerzalna ljubezen.” Modzi je ustanovil kvaziverno in paravojaško skupnost, ki je poleg širjenja desetih tez, ponujal tudi pomoč majhnim državam, pod grožnjo vojskih napadalcev z izjemno tehnologijo. Skupaj s Konfucijem, so imeli pripadniki Modzijeve miselnosti-imenovani Mohisti-eno od dveh najbolj uglednih šol mišljenja med vojnim obdobjem (403-221 p.n.š.). Ko so ob koncu 3. stol. pr.n.š., po padcu dinastije Ču, med kratko in burno vladavino dinastije Čin, Konfucijeve privržence preganjali in sežigali njihova kanonska in klasična dela, je enako preganjanje zajelo tudi Modzijevo šolo (mohiste). Ko pa so konfucijanci po prihodu dinastije Han znova dobili odločilni vpliv, se jim ni zdelo primerno, da bi se skupaj z njihovo tradicijo obnovila tudi mohistična, zato je šola prenehala obstajati. Mohizem: kitajska filozofska šola , katere začetnik je Mo Zi. V obdobju vojskujočih se držav mohisti razpadejo na tri struje, pozni mohistični filozofi pa se večinoma ukvarjajo z logično argumentacijo in racionalno razlago Mo Dzijevih naukov. Čeprav sta Mo Di in po njem poimenovana moistična šola na Zahodu najbolj znana po svoji, za kitajske razmere nekoliko samosvoji etiki, je bil njihov glavni predstavnik zelo pomemben tudi kot eden prvih začetnikov značilno kitajske spoznavne teorije. V svojih jezikoslovnih študijah, v katerih je izhajal iz predpostavke o odsotnosti jasne ločnice med stvarnostjo in njenim jezikovnim poimenovanjem, je razvil specifičen system kitajske logike. Kot rečeno, je moistični kanon Modzi zbirka disputov, ki obravnavajo zlasti vprašanja etike in epistemologije, ukvarjajo pa se tudi z različnimi teorijami znanosti, z matematiko, fiziko, mehaniko in optiko. Mo Di je bile den prvih znanih kitajskih filozofov, ki je poskušal osnovati sistem protoznanstvenih idej. Zato je pomemben tudi kot eden prvih sistematičnih metodologov kitajske klasike. 
Sodobniki kot sta Hanfejdzi in Džuangdzi so namigovali, da so se Mohisti do takrat delili v tekmovalne sekte. Modzijeve skupnosti niso preživele do Čin dinastije (221-206 p.n.š.), a so se njegove ideje razširile nad misleci zgodnje Kitajske. Med 400 in 300 leti p.n.š. so Mohisti napisali najbolj zgodaj obstoječo kitajsko razpravo o logiki, geometriji, optiki in mehaniki. Modzijeva logika je vplivala na različne tehnike zgodnjih kitajskih mislecev, medtem ko so Modzijeve vizije (meritokracije in dobra družba) pomagale izoblikovati politično filozofijo in politiko odločitev za Činov in Hanov (202-220 p.n.š.) cesarski režim. Na tak način so Modzijeve ideje preživele cesarsko dobo, četudi pod okriljem drugih kitajskih filozofskih tradicij. Modzi je zagovarjal pacifizem in menil, da brezpogojna poslušnost avtoriteti vodi v vojno.

## Življenje
Rodil se je v starokitajski državi Lu (danes Tengdžov, del province Šandong) revnim staršem, ki mu nikoli niso izkazovali ljubezni. Velja za enega tistih, ki se jim je uspelo povzdigniti na družbeni lestvici. Izučil se je za tesarja in se specializiral za gradnjo utrdb. Od konfucijanstva, ki ni uspel zagotoviti družbene stabilnosti in reda, se je distanciral. S svojim veščim rokodelstvom, funkcionalno organizacijo dela in pacifističnimi nauki je pridobil sledilce predvsem med rokodelskimi kolegi in delavstvom. Čeprav je bil Modzi kritik konfucijanstva, je imel visoko mnenje o njem Konfucijev učenec Mengzi (Menicius). Svoje usluge utrjevanja je potem ponudil bojujočim se državam in s tem ohranjal status quo (njegovo trenutno stanje oz položaj). S svojim veščim rokodelstvom, funkcionalno organizacijo dela in pacifističnimi nauki je pridobil sledilce predvsem med rokodelskimi kolegi in delavstvom.  

## Filozofija

### Etika in obramba
Razpad fevdalizma in birokratizacija uprav sta privedla do proletarizacije dveh višjih razredov - plemičev (oz. inteligence) in pripadnikov vojaškega stanu. Slednji so se vse izraziteje zavzemali za stališče, katerega ideološko formulacijo in politično organizacijo je izdelal (vsaj v jedru) Modzi. Izdelal je » profesionalno etiko« vojaškega stanu in ji dal racionalno utemeljitev. Značilno je, da je ta profesionalna etika izhajala iz Laodzijevega načela omejevanje bojevniških veščin na obrambne ukrepe. To je bilo v skladu z osrednjim načelom Modzijeve univerzalne etike, ki je daleč najizrazitejše pridigala ljubezen do bližnjega, iz izključnih in z ničemer prej omenjenih religioznih pobud. V skladu z etiko »vseobsegajočnosti ljubezni do bližnjega« je potreboval tudi avtoriteto božanskih bitij, da bi svoje privržence prepričal o naslednjem: »Tistega, ki ljubi druge, bodo nujno tudi drugi ljubili. Tistemu, ki dela dobro drugim, bodo tudi drugi delali dobro. Tistega, ki bo sovražil druge, bodo tudi drugi sovražili. Tistega, ki prizadeva druge, bodo tudi drugi prizadevali.«
Ob razmišljanju, kako v družbi vzpostaviti urejeno stanje je prišel do ugotovitve, da množica ljudi potrebuje voditelja. Pravi, da je vsak človek od nekdaj imel svoje merilo za pravico in krivico, iz česar sledi: več kot je bilo ljudi, več je bilo meril in vsak človek je sodil, da ima sam prav, ostali pa grešijo. To je pripeljalo do splošnega nereda na svetu in potrebe po političnem voditelju. Urejeno družbo je videl v tem, da je imela svojega starešino, ki je odločal o tem, kaj je prav in kaj je narobe, ostali pa so spoštovali njegovo odločitev.
Mohizem se je zavzemal za neaktivni način bojevanja, saj bi lahko z dobro obrambo končali vojne, ki so takrat pustošile po Kitajski. Mo Di je bil znan po dobrih obrambnih strategijah in zato so ga mnogi vladarji prosili za pomoč, pa čeprav ni imel visokega položaja v kitajski družbi.
DELA:
Dela v slovenščini, ki zajemajo Modzija in njegovo filozofijo:
- Rošker, Jana S.: Odnos kot jedro spoznanja : kitajska filozofija od antičnih klasikov do modernega konfucijanstva, znanstvena monografija, 1. izd. - Ljubljana : Cankarjeva založba, 2010
- Rošker, Jana S: Iskanje poti : spoznavna teorija v kitajski tradiciji. Del 1 in 2, Ljubljana : Znanstveni inštitut Filozofske fakultete, 2005
- Milčinski, Maja: Mali slovar azijskih filozofij; Ljubljana : Založba ZRC, ZRC SAZU, 2003
- Fung Ju-Lan: Kratka zgodovina kitajske filozofije; 1. izd. - Ljubljana : Amalietti & Amalietti, 2016-2017

Če povzamemo Modzijeve teorije in njegovo šolo lahko snov razdelimo v naslednja poglavja:
PROBLEM IDENTITETE IN DIFERENCE
Ena od teorij je problem identitete in diference. Pravi, da tako kot se pomenske različice ene in iste besede lahko med seboj razlikujejo, je lahko en in isti pojem izražen z dvema ali več različnimi besedami. "Kdor pozna psa in hkrati trdi, da ne pozna cucka, je v zmoti." (p.t. Jing xia, str 286) 
Pes je namreč isto kot cucek. Vendar se pomeni istih pojmov, izraženi z različnimi besedami, med seboj lahko razlikujejo glede na situacijski kontekst, v katerem se pojavljajo. "Čeprav je pes isto kot cucek, pa ubiti psa ni isto kot ubiti cucka." (p.t.) 
Isto pomenita oba izraza v primeru, da izražata eno in isto realnost. Njuna identiteta je v tem primeru ponovljena. "Kadar /označujeta/ dve imeni eno in isto stvarnost, je to ponovljena identiteta." (p.t. Jing shuo shang, str. 293) 
Kadar pa imamo dve stvari, gre nujno za diferenco (torej tudi v primeru, da imata obe isti naziv): "Dvoje je nujno različno." (p.t.)
KATEGORIJE
Pri nekoliko bolj poglobljenem razmišljanju o načinu oziroma o metodah vzpostavljanja kategorij moisti trčijo ob problem kriterijev, ki tvorijo razmejitve med njimi. Če želimo dva predmeta umestiti v isto kategorijo, morata imeti vsaj eno skupno lastnost, torej si morata biti vsaj v nečem podobna, čeprav nista identična. Moisti so poznali krovne kategorije in podkategorije oziroma množice in podmnožice. Kadar želimo združiti dve kategoriji, lahko to storimo samo tako, da vpeljemo novo, krovno kategorijo, ki ustreza obema osnonima.
SPOZNAVNA TEORIJA:
Kot začetniki razmeroma avtohtone spoznavne teorije so se moisti ukvarjali tudi z vprašanjem dojemanja stvarnosti oziroma, natančneje, s problematiko med realnostjo in njeno percepcijo. "Kar se tiče stvari /obstoječega/, imamo naslednje možnosti: sli so in se kot take tudi kažejo, ali so in se kažejo kot drugačne, ali je eno od obojega popolno, drugo pa nepopolno (tukaj je mišljena realnost in njeno dojemanje, prav tako v naslednjem stavku), ali pa eno obstaja, drugo pa ne." (p.t., Xiao qu, str 174).
Spoznavna teorira zagovarja, da se vse spoznanje začne s čutili in izkustvom. Kadar se namreč očitno pokaže, da se obe navedeni domnevi (zaznavanje realnosti in sama realnost) ne pokrivata oz. nista identični, obstaja vselej apriorna možnost, da je lažna (oz. resnična) katera koli od njiju. "Objektivna resničnost" zanje torej ne obstaja v smislu nekakšne apriori večje kredibilnosti; po drugi strani pa obstoječi svet zanje tudi ni proizvod človeških predstav o njem.
To vprašanje o bistvu spoznanja in kako do njega pridemo pa moisti obravnavajo na različne načine:
"/Spo/znanje je substanca /sposobnost, orodje/." (p.t., Jing shang, str. 276)
"Razmišljanje je iskanje," (p.t.,)
"Spoznavanje je povezovanje," (p.t.)
"/Spo/znanje temelji na sluhu, govorici in dotiku." (p.t., str 279)
Do spoznanja naj bi tako prišli z iskanjem svojim razmišljanj, povezovanjem dejstev, misli ter s pomočjo naših čutil.
Spoznanje pa sta po drugi strani lahko tudi modrost (jasnost oziroma razsvetljenje) ali pa vedenje, ki temelji na izkustvu zaznanega oz. videnega:
"/Spo/znanje je tisto, s pomočjo česar se lahko soočamo s stvarmi tako, kot bi jih dojeli." (p.t., Jing shuo shang, str. 288)
"Modrost je razsvetljenje," (p.t., Jing shang, str 277)
"Vêdenje je videnje /s pomočjo7 oči." (p.t., Jing shuo xia, str 300.)
Spraševali pa so se tudi o posredovanju tega spoznanja, namreč z besedami ni možno izraziti vsega , kar dojemamo, kaj šele vsega kaj je ali naj bi bilo.
"Neumno je /meniti, da/ je mogoče z besedami vse izraziti." (p.t., Jing xia, str 285)
"Stvari po sebi, spoznanje teh stvari ter posredovanje spoznavanje teh stvari - vse to ni nujno identično." (p.t., str. 283)
VSEOBSEŽNA LJUBEZEN
Za Mo Tdzuja džen in ji pomenita vseobsežno ljubezen in le-to prakticirajo možje jena in jidža. Ta koncept je v njegovi filozofiji središčen, predstavlja pa logični podaljšek poklicne etike razreda hsieh (potujočih vitezov), iz katere je izšel Mo Tdzu. Ta etika je temeljila na nazoru hsieh, da namreč vsi člani skupine “enako uživajo in trpijo”. Ta skupinski concept je Mo Tdzu vzel za izhodišče, katerega je kasneje razvil s pridiganjem učenja, da bi vsak na tem svetu moral enako in brez razlikovanja ljubiti vse druge ljudi. Tej vseobsegajoči ljubezni posveča Mo-tdzu tri poglavja in v njih razlikuje med, kar imenuje, načeli “razlikovanja” in “vseobsežnosti”. Mož, ki se drži načela razlikovanja, reče: Nesmiselno bi bilo, da bi za prijatelje skrbel enako kot za samega sebe, za njihovo starše pa enako kot za svoje lastne, in zato takšen mož ni pripravljen storiti kaj dosti za svoje prijatelje. Prav nasprotno pa mož, ki se drži načela vseobsežnosti, reče: Skrbeti moram za svoje prijatelje enako, kot skrbim za samega sebe, in tudi za njihove starše moram skrbeti, kot bi bili moji lastni. Ko je opisal to razliko, Mo Tdzu zastavi vprašanje: “Katero od teh dveh načel je pravilno?” Nato pa Mo Tdzu, da bi odkril pravilnost ali napačnost dveh načel, uporabi svojo “preverbo trditev”. Menil je namreč, da je treba vsako načelo preveriti s tremi preizkusi, namreč: “Preveriti je treba njihov temelj, dokazljivost in uporabnost.” Brezhibno in pravilno načelo “se mora opirati na Voljo Neba in duhov in na dejanja starodavnih modrecev-kraljev. “ Nato pa jih moramo preveriti na temelju sluha in vida navadnih ljudi. Naposled pa jih je treba uporabiti pri vladanju in preveriti, če deželi in ljudem sploh kaj koristijo. Pravi tudi, da je vseobsežna ljubezen, nekaj, kar si moraš želeti. Naloga človekoljubnega človeka, je da priskrbi svetu ugodnosti in odstrani iz njega nadloge. 
BOŽJA VOLJA IN OBSTOJ DUHOV
Kako ljudi pripraviti do tega da bodo ljubili drug drugega? Tako da jim poveš, da ima od vsake koristi za svet prav tako korist tudi vsak posameznik na svetu ali kot pravi Mo Tdzu: “Tistega, ki ljubi druge, tudi drugi ljubijo. Tistemu, ki drugim koristi, koristijo drugi. Tistega pa, ki sovraži druge, drugi tudi sovražijo, če pa drugim škoduje, mu škodujejo tudi drugi.” Da bi torej ljudi pripravil do tega, da bi prakticirali načelo vseobsežne ljubezni, je vsem prejšnjim argumentom dodal tudi številne verske in politične odredbe. O tem govorita dve poglavji, ki imata naslov “Volja Neba” in “Dokaz o obstoju duhov”. V njima lahko preberemo, da Bog obstaja, da ljubi človeštvo in da je njegova volja, da vsi ljudje ljubijo drug drugega. 
PROBLEM KONSISTENCE IN LASTNOSTI (problem "trdote in beline" džjan baj):
Tukaj gre predvsem za spraševanje o nujni ohranitvi materije.
"Možno je, da nečesa /ničesar/ ni, če pa nekaj na nek način je, potem ja tako, kot je, in ne more ne biti." (p.t.). Substanca torej ko je je in ne more kar izginiti. lahko pa se spreminja, vendar še vedno obstaja. prav tako se lahko prepleta in povezuje z drugimi materijami in substancami, vendar pa z drugimi ne more obstajati na istem mestu. "Kadar imamo dve trdni telesi na različnih mestih, se ne moreta medsebojno zapolnjevati, temveč se medsebojno negirata oziroma izključujeta." (p.t., Džing Šuo Šang, str. 291) To vse naj bi opisovala kosistenca oziroma debelina. Vendar pa le-te ne moremo zaznati brez subjektivnih lastnosti kot so barva, vonj, toplota itd. "Ogenj /sam po sebi ni vroč; tak je kadar se ga dotaknemo." (p.t., Džing Šja, str. 282)
Najpomembnejši deli:
o  Pesem tisočerih pismenk
je pedagoško besedilo, zgrajeno iz točno 1000-ih različnih pismenk. Zbrane so v 250 vrsticah razvrščene v 4 verzne kitice, vsak verz pa vsebuje 4 pismenke. Zaradi te zgradbe, ki je pomagala pri pomnenju pismenk, so to pesem od 6. stoletja dalje uporabljali za poučevanje. Tako je Modzi znatno pripomogel k opismenjevanju na Kitajskem.
o  Modzi
je filozofsko besedilo, ki so ga sestavili Mohisti iz Modzijeve misli. To besedilo je sestavljalo 71 poglavij. V času dinastije Han je na Kitajskem prevladoval konfucijanizem. Nasprutojoča ideja je bil mohizem zaradi katerega je bilo besedilo "Modzi" zanemarjeno. Med dinastijo Song je ostalo 61 poglavij, danes pa jih imamo le 53, skozi katera poskušamo razumeti to miselno šolo, ki jo je pripravil Sun Jirang. Ker je Mohizem iz Kitajske izginil kot živa tradicija, besedila niso bila dobro vzdrževana in so posledično v zelo slabem stanju oziroma sploh ne obstajajo. Na primer od treh poglavij "Proti konfucijanizmu" obstaja le eno.
Zbirka besedil iz "Modzija" je bogat vir vpogleda v zgodnjo kitajsko dinastično zgodovino in kulturo. Veliko Modzijevih argumentov podpirajo zgodovinske trditve iz predhodnih zapisov. Zabeleženi so tudi njegovi pogovori z drugimi priznanimi filozofi tega obdobja iz katerih lahko bolj jasno ločimo mohizem od drugih šol mišljenja.
Modzi je sčasoma zavrnil etiko in moralo konfucijanizma, ker je verjel, da je resnična "ljubezen" najdena v miru in ne v hierarhiji. To je tudi izvor njegovega koncepta "univerzalne ljubezni". Po Modziju, če obstaja mir in ni hiearhij, ki delijo družbo v različne sloje, lahko obstaja medsebojna ljubezen in prijateljstvo. Trdil je tudi, da se šibkejših kraljestev ne sme zlorabljati ali se boriti proti njim. To je ideja, ki poudarja njegovo opredelitev "neagresivnosti". Začel je uresničevati kar je pridigal in pomagal šibkim kraljestvom, da se branijo pred sovražnimi vdori. S tem naj bi dosegli pravičnost in mir. 
Modzijev vpliv je še vedno viden v številnih delih Han, napisanih več sto let kasneje. V sodobnem času je Mohism dobil novo analizo. Sun Jat-Sen je uporabil "univerzalno ljubezen" kot eno od temeljev svoje ideje o kitajski demokraciji. 
Prav tako so v zadnjem času kitajski učenjaki v okviru komunizma poskušali postaviti Modzija kot »filozofa ljudi«.
Njegov koncept »univerzalne ljubezni« je obsegal širšo zamisel o človeški skupnosti kot od konfucijancev, vendar je bil manj strpen od Konfucija, ko je obsodil vse, kar ni neposredno »koristno«, npr. zanemarjal je humanizirajoče funkcije umetnosti in glasbe. Džuangdzi, ki je kritiziral tako konfucijance kot mohiste, je to v mislih imel v svojih pripovedih o "koristnosti neuporabnosti (usefulness of the useless)". 
"Univerzalna ljubezen" je v konfucijanizmu nekoliko drugačna od Modzijeve "univerzalne ljubezni": v konfucijanizmu se nagiba k temu, da konfucijanizem poudari kot naravno primerna človeška razmerja, medtem ko se v Modzijevih zamislih nagiba k temu, da je skupnost glede na posameznika usmerjena in nediferencirana. Nekateri sodobni podporniki Modzija (pa tudi komunizma) trdijo, da si mohizem in moderni komunizem delita smisel in pomen idealov za življenje v skupnosti. Drugi bi trdili, da se mohizem bolj osredotoča na osrednje ideje krščanstva, zlasti v smislu ideje o "univerzalni ljubezni" (v grščini, "agape"), "zlatem pravilu" in odnosu človeštva nad nadnaravnim kraljestvom.
Modzi je na žalost imel bolj malo dejanskih del, ki bi jih lahko našteli. Je pa imel zelo veliko idej in različnih gibanj, katerih duh in vpliv se še danes čutita.

### Logika
Modzi je v logiki prišla do podobnih zaključkov in pogosto do dobesedno enakih razlag kot kasneje novoveški empirizem.
Modzi definira, da je vzrok tisto, s pojavom česar nastane nekaj drugega. Prav takšno definicijo je podal tudi škotski filozof David Hume v svojem delu »Raziskovanje človeškega razuma«.
Razlikuje dve vrsti vzrokov, glavne in vzporedne: »Glavni vzrok je tisti, po katerem bo nekaj nujno postalo tako, brez česar pa nikoli ne bo postalo tako. Vzporedni vzrok je tisto, po katerem nečemu ni treba postati tako, brez česar pa nikoli ne bo postalo tako.«
Njegova teorija imenovanja definira funkcijo prediciranja (sredstev označevanja) tako, da določanje imena pojasnjuje neznano s pomočjo znanega.
Modzijeva logika razlikuje pet vrst sklepov: deduktivno, primerjalno, po skladnosti, po analogiji in induktivno. Deduktivna metoda je metoda uporabe formul ali vzrokov. Pri njeni uporabi se ugotavlja, da je »vzrok v skladu s formulo« ali njenim vzornim primerom. Induktivna metoda je »metoda ekstenzije«. Temelji na načelu »dodajanja enake lastnosti tistemu, kar ni znano, kot tudi znanemu«

### Protikonfucijansko stališče
Čeprav se je tudi Modzi na začetku učil konfucijanstva, se je kmalu njegovim težnjam uprl, saj ni podpiral ideje o “dobroti sami” in ji je nasprotoval z idejo o vseobesgajoči ljubezni: le za voljo prezira se rodi vsa človeška nesreča. Modzi je tudi trdil, da moramo ljubiti vse ljudi enako ne glede ali gre za naše starše ali daljne znance. To je nasprotovalo konfucijanstvu, ki pa se je zavzemal za različno ljubezen, a do vseh. Zavračal je tudi obrede in rituale, ki so bili za konfucijance pomembni, ker se mu je zdelo, da rituali ne rešujejo tedanjih problemov na Kitajskem in so popolnoma neuporabni in zastareli.
Eno njegovih najpomembnejših del, ki so se ohranila kljub preganjanju mohizma, je pedagoška “Pesem tisočerih pismenk”. Zgrajena je iz točno 1000-ih pismenk, od katerih je vsaka zapisana le enkrat. Zbrane so v 250 vrsticah razvrščene v 4 verzne kitice, vsak verz pa je vseboval 4 pismenke. To pesem so od 6. stoletja naprej uporabljali za poučevanje pismenk, saj so se zaradi zgradbe otroci lažje zapomnili pismenke. S pesmijo tisočerih pismenk je Modzi znatno pripomogel k opismenjevanju na Kitajskem.
Ko so ob koncu 3. stol. pr.n.š., po padcu dinastije Ču, med kratko in burno vladavino dinastije Čin, Konfucijeve privržence preganjali in sežigali njihova kanonska in klasična dela, je enako preganjanje zajelo tudi Modzijevo šolo (mohiste). Ko pa so konfucijanci po prihodu dinastije Han znova dobili odločilni vpliv, se jim ni zdelo primerno, da bi se skupaj z njihovo tradicijo obnovila tudi mohistična, zato je šola prenehala obstajati.